# Ambassade de France en Lettonie
L'ambassade de France en Lettonie est la représentation diplomatique de la République française auprès de la république de Lettonie. Elle est située à Riga, la capitale du pays, et son ambassadeur est, depuis 2024, Manuel Lafont Rapnouil. 

## Ambassade

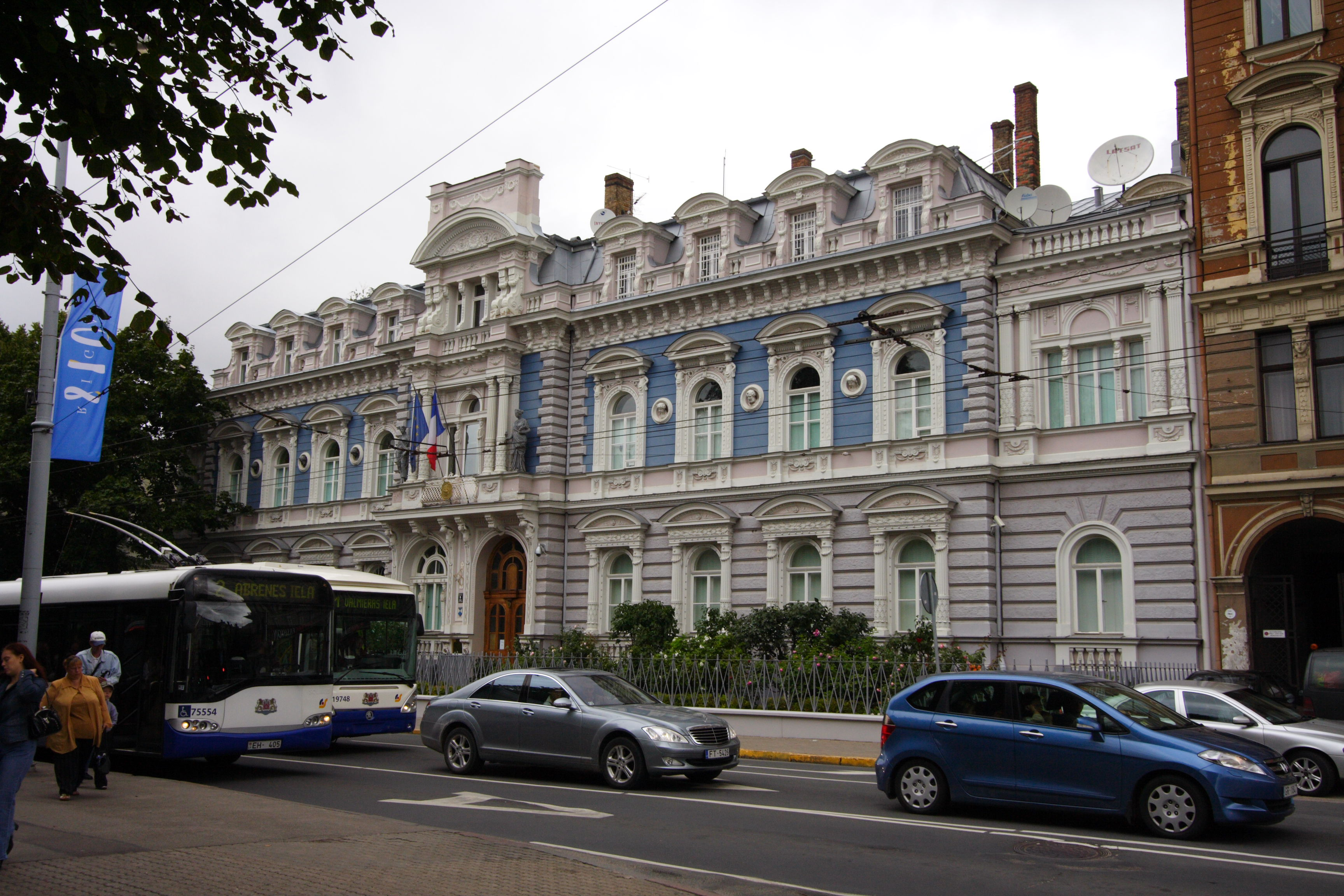
Bâtiment de l'ambassade conçu par Jānis Frīdrihs Baumanis.

L'ambassade est située au no 9 de Raina bulvaris, dans le centre-ville historique de Riga. 
Elle accueille aussi une section consulaire.

## Histoire
Le bâtiment de l'actuelle ambassade de France à Riga a été construit en 1873 par un marchand allemand du nom de Jacob Hammer pour sa fille Nathalie Emma Mentzendorf, sur l'une des plus belles avenues de la ville : le boulevard de l'Héritier. Sa façade bleue donne toute son originalité à l'édifice. Celui-ci a été agrandi à plusieurs reprises à la fin du XIXe siècle. Après la déclaration d'indépendance de la Lettonie, le bâtiment devient le siège des légations et consulats de plusieurs États européens : la France, l'Espagne et le Royaume-Uni. Lors de l'annexion soviétique du pays en 1940, l'édifice est nationalisé puis devient en 1943 le siège de l'occupation allemande. Après la guerre, c'est le Parquet général soviétique qui s'y installe, avant de céder à nouveau les lieux à l'ambassadeur de France Jacques de Beausse nommé en 1991 après la restauration de l'indépendance, lui-même fils du ministre-adjoint de la légation d'avant-guerre. L'ambassade est officiellement inaugurée en 1992, lors de la visite du président français François Mitterrand, premier chef d'État occidental à se rendre dans le pays.

## Ambassadeurs de France en Lettonie
| De   | À    | Ambassadeur                    |
| ---- | ---- | ------------------------------ |
| 1920 | 1921 | Louis de Sartiges              |
| 1921 | 1924 | Damien de Martel               |
| 1924 | 1925 | Charles Barret                 |
| 1925 | 1930 | Odon de Castillon-Saint-Victor |
| 1930 | 1939 | Jean Tripier                   |
| 1939 | 1940 | Henri Goiran                   |
| 1940 | 1991 | Pas de relations diplomatiques |
| 1991 | 1993 | Jacques de Beausse             |
| 1993 | 1996 | Jane Debenest                  |
| 1996 | 1999 | Bernard Poncet                 |
| 1999 | 2002 | Louise Avon                    |
| 2002 | 2006 | Michel Foucher                 |
| 2006 | 2008 | André-Jean Libourel            |
| 2008 | 2010 | Pascal Fieschi                 |
| 2010 | 2013 | Chantal Poiret                 |
| 2013 | 2016 | Stéphane Visconti              |
| 2016 | 2020 | Odile Soupison                 |
| 2020 | 2024 | Aurélie Royet-Gounin           |
| 2024 | auj. | Manuel Lafont Rapnouil         |

## Relations diplomatiques
La France a soutenu l'indépendance de la Lettonie en 1919, grâce, en particulier, à un soutien militaire conjoint avec la Grande-Bretagne. Elle a reconnu le nouvel État le 28 avril 1920 et a ouvert sa première légation la même année. Il a cependant fallu attendre l'année suivante pour que la Conférence des Alliés reconnaisse à l'unanimité des États européens l'indépendance du pays. L'annexion de la Lettonie par l'URSS en 1940 n'a pas été reconnue. Lors de la restauration de l'indépendance, validée par l'Union européenne le 27 août 1991, les relations diplomatiques entre la Lettonie et la France ont été renouées, au niveau ambassade.

## Consulat

### Communauté française
Au 31 décembre 2016, 269 Français sont inscrits sur les registres consulaires en Lettonie.
| 2001 | 2002 | 2003 | 2004 |
| ---- | ---- | ---- | ---- |
| 69   | 90   | 112  | 114  |

| 2005 | 2006 | 2007 | 2008 |
| ---- | ---- | ---- | ---- |
| 167  | 190  | 186  | 190  |

| 2009 | 2010 | 2011 | 2012 |
| ---- | ---- | ---- | ---- |
| 180  | 166  | 193  | 198  |

| 2013 | 2014 | 2015 | 2016 |
| ---- | ---- | ---- | ---- |
| 203  | 207  | 227  | 269  |

### Circonscriptions électorales
Depuis la loi du 22 juillet 2013 réformant la représentation des Français établis hors de France avec la mise en place de conseils consulaires au sein des missions diplomatiques, les ressortissants français d'une circonscription recouvrant l'Estonie, la Finlande, la Lettonie et la Lituanie élisent pour six ans trois conseillers consulaires. Ces derniers ont trois rôles : 
1. ils sont des élus de proximité pour les Français de l'étranger ;
2. ils appartiennent à l'une des quinze circonscriptions qui élisent en leur sein les membres de l'Assemblée des Français de l'étranger ;
3. ils intègrent le collège électoral qui élit les sénateurs représentant les Français établis hors de France.

Pour l'élection à l'Assemblée des Français de l'étranger, la Lettonie appartenait jusqu'en 2014 à la circonscription électorale de Stockholm comprenant aussi le Danemark, l'Estonie, la Finlande, l'Islande, la Lituanie, la Norvège et la Suède, et désignant deux sièges. La Lettonie appartient désormais à la circonscription électorale « Europe du Nord » dont le chef-lieu est Londres et qui désigne huit de ses 28 conseillers consulaires pour siéger parmi les 90 membres de l'Assemblée des Français de l'étranger.
Pour l'élection des députés des Français de l’étranger, la Lettonie dépend de la 3e circonscription.